# مصطفی عنان
مصطفی عنان (انگلیسی: Mustapha Anane؛ ۱۹۵۰ – ۲۱ اکتبر ۲۰۱۰) بازیکن فوتبال اهل الجزایر بود.
از باشگاه‌هایی که در آن بازی کرده‌است می‌توان به باشگاه فوتبال القبائل اشاره کرد.
وی همچنین در تیم ملی فوتبال الجزایر بازی کرده‌است.